# Аль-Акса
Соборная мечеть Аль-А́кса (араб. المسجد الأقصى‎) расположена на Храмовой горе Иерусалима. Является третьей святыней ислама после мечети аль-Харам в Мекке и Мечети Пророка в Медине. В мечети одновременно могут молиться до 5000 верующих.
Ислам связывает с этим местом ночное путешествие пророка Мухаммеда из Мекки в Иерусалим (исра) и его вознесение на небеса (мирадж). По исламским верованиям, первый из объектов, по которому определялась кибла, и вторая мечеть, построенная на земле (первой мечетью считается Кааба в Мекке, по которой ныне и определяется кибла).

## Терминология
Термин «аль-Масджид аль-Акса» (араб. المسجد الأقصى‎ —  «отдалённейшая мечеть»‎) происходит из первого аята суры аль-Исра, повествующей о путешествии пророка Мухаммеда на небеса: «Xвaлa тoмy, ĸтo пepeнёc нoчью Cвoeгo paбa из мeчeти нeпpиĸocнoвeннoй в мeчeть oтдaлённeйшyю, вoĸpyг ĸoтopoй Mы блaгocлoвили, чтoбы пoĸaзaть eмy из Haшиx знaмeний.» Это название относится ко всему комплексу мусульманских построек на Храмовой горе. Под ним также могут подразумевать конкретно саму соборную мечеть.

## История

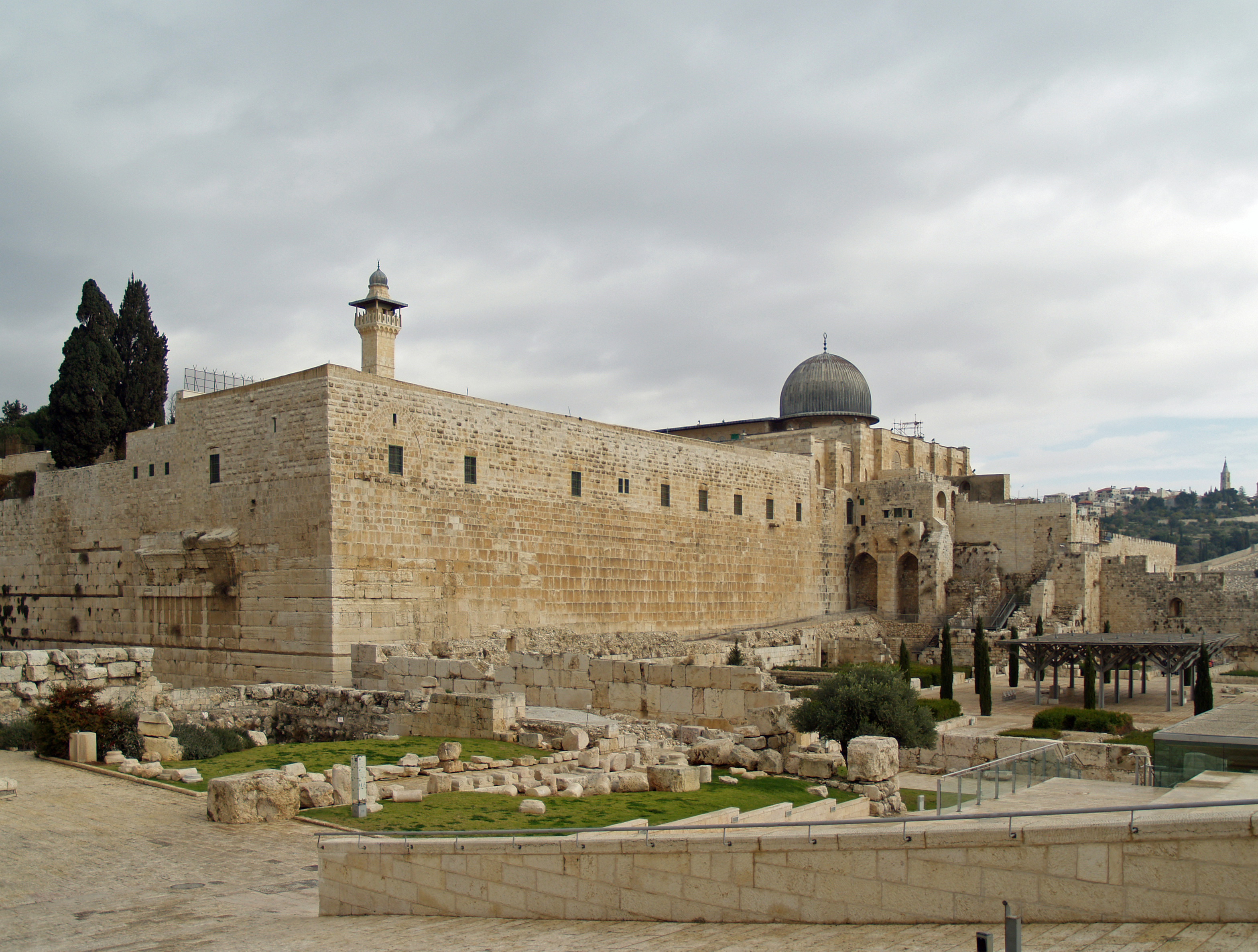
Аль-Акса

### Строительство
Существовало мнение, что мечеть аль-Акса является перестроенной византийской церковью Девы Марии или Введения Богородицы во храм VI века. Сейчас известно, что это не так. Остатки юстиниановской постройки найдены в 1967 году при раскопках в Еврейском квартале Иерусалима.
Мечеть была первоначально маленьким молитвенным домом, построенным халифом Умаром, затем по приказу халифа Абдул-Малика ибн Мервана начались работы по расширению мечети, которые были закончены его сыном Аль-Валидом в 705 году. После землетрясения в 746 году, мечеть была полностью разрушена и восстановлена халифом из династии Аббасидов Аль-Мансуром в 754 году, и снова восстановлена его преемником аль-Махди в 780 году. Другое землетрясение 1033 года разрушило большую часть аль-Аксы, но два года спустя фатимидский халиф Али аз-Захир построил другую мечеть, которая и стоит и по сей день.

### Крестовые походы
Крестоносцы, захватив Иерусалим в 1099 году, использовали мечеть как дворец для иерусалимских королей. Рыцари-тамплиеры, получив мечеть в 1120 году в качестве штаб-квартиры ордена, перестроили её в 7-нефную базилику и дали ей название «Храм Соломона» (лат. Templum Solomonis). Функция мечети была восстановлена после завоевания Иерусалима Салах ад-Дином в 1187 году.

### Реконструкции
Во время периодических предпринимавшихся реконструкций различные правящие династии арабского халифата построили дополнения к мечети и к её прилегающей территории, сделали ей купол, фасад, минбар, минареты и изменили внутреннюю структуру. Реконструкции и ремонты были предприняты и в более поздних столетиях Айюбидами, мамлюками, Высшим мусульманским Советом и Иорданией. При реставрации 1938—1943 годов в мечети были установлены колонны из каррарского мрамора, подаренные Муссолини, и новый потолок — дар египетского короля Фарука.

## Попечение
Сегодня Старый город Иерусалима является частью израильского Иерусалима, однако по договору 1994 года между Израилем и Иорданией мечеть и все мусульманские святыни в Иерусалиме находятся на попечении и под надзором Иордании. При этом, согласно Захару Гельману, договорённости, «заключённые сразу после победы Израиля в войне 1967 года между ВАКФом (англ. Jerusalem Islamic Waqf) и Израильским управлением древностей (ИУД)», предусматривали мусульманский контроль только над территорией, «на которой расположена мечеть Аль-Акса, за исключением всех подземных коммуникаций и сооружений».

## Инциденты
21 августа 1969 года австралийский член протестантской фундаменталистской секты «Церковь Бога» Майкл Деннис Рохэн, стараясь приблизить дату возвращения Мессии, ворвался в мечеть Аль-Акса с большим количеством горючего и поджёг её, после чего скрылся с места преступления. Несмотря на то, что израильские пожарные оперативно потушили пламя, мечети был нанесён определённый ущерб. М. Рохэн был арестован и признался в содеянном. В ходе суда израильские медики признали Рохэна психически больным человеком. В 1974 году он был «по гуманитарным причинам» выслан в Австралию, где впоследствии умер в психиатрической клинике. Некоторые источники связывают поступок М. Рохэна с «иерусалимским синдромом».
Для мусульманского мира этот инцидент стал поводом для обвинения Израиля в поджоге; распространялись слухи, что «человеку по фамилии Кохен» было заплачено от 50 до 100 миллионов долларов за то, чтобы он сжёг мечеть. Вспыхнувшие по всему Ближнему Востоку и в Индии массовые беспорядки привели к гибели их участников. Существует секретный запрос КГБ СССР в ЦК КПСС за подписью Андропова на демонстрации перед посольством США в Индии в сумме 5 тысяч индийских рупий во время этих беспорядков.
Король Саудовской Аравии Фейсал воспользовался этим накалом страстей для созыва глав 25 мусульманских стран на совещании в Рабате (Марокко).
Ряд мусульманских источников, в том числе, и в Палестинской национальной администрации, до сих пор использует эту версию для обвинения в этом происшествии Израиля.
28 сентября 2000 года Ариэль Шарон — лидер оппозиционной партии Ликуд и другие члены партии, с охраной, посетили Храмовую гору. Одни источники считают, что этот визит послужил причиной для начала «Интифады Аль-Аксы», другие — что этот визит стал для Ясира Арафата только поводом для ранее запланированной эскалации насилия после провала Саммита в Кэмп-Дэвиде.

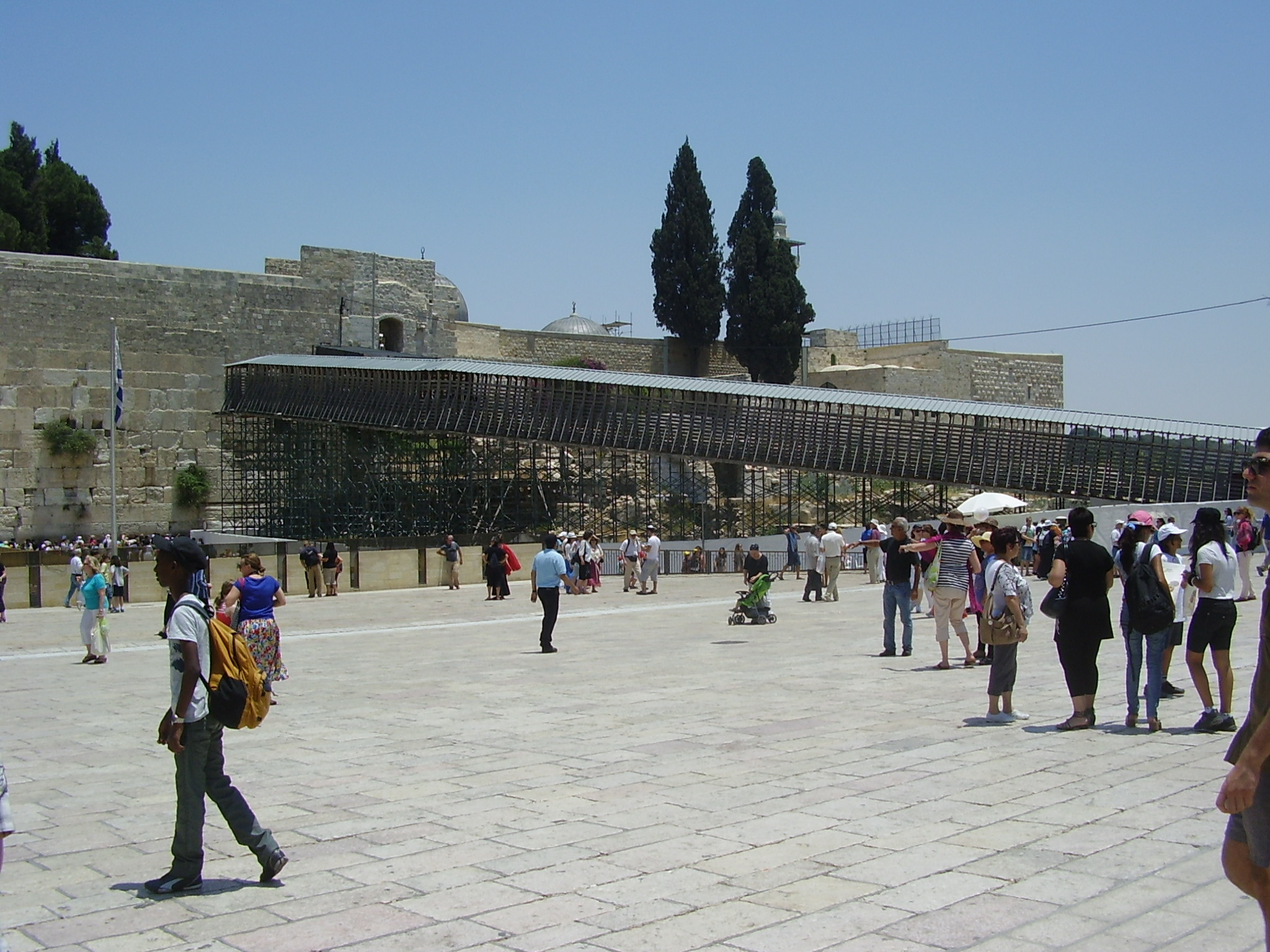
Мост к Воротам Муграби («Магрибским воротам») у Стены Плача (2011)

В начале 2007 года израильские археологи продолжили плановые раскопки, предшествующие строительству нового моста к «Магрибским воротам», ведущим к Храмовой горе от Стены Плача, взамен рухнувшего в 2004 году, что вызвало протесты арабского населения. На пресс-конференции, организованной непосредственно на месте строительства нового «моста Муграби», представители «Управления древностей Израиля» заявили, что «строители не будут приближаться к Храмовой горе и тем более к мечети Аль-Акса».
11 февраля министр внутренней безопасности Ави Дихтер заявил, что «все те, кто выступает против работ на Храмовой горе, сами не были на месте раскопок», что «работы не причиняют никакого ущерба Храмовой горе», Он обвинил «горстку экстремистов» в попытках «разжечь пожар из-за ошибочных сведений»" и отметил, что «бросание камней в сторону площади перед Стеной Плача недопустимо». Он также заявил, что последние события не приведут к «Третьей интифаде».
В октябре 2014 года произошли столкновения между израильской полицией и мусульманами, протестующими против посещения Храмовой горы евреями, в том числе, во время праздника Суккот. Согласно палестинским источникам, в ходе беспорядков были ранены «17 подростков», пятеро — арестованы. Согласно данным полиции, «сразу после открытия ворот, десятки молодых мусульман, чьи лица были скрыты масками, начали бросать камни и петарды в сторону полицейских». Беспорядки продолжались и после того, как мусульмане забаррикадировались в мечети «Аль-Акса» и продолжали атаковать полицейских, после чего полиция применила спецсредства для прекращения беспорядков и резиновые пули, задержав не менее пяти участников беспорядков. Несколько полицейских получили лёгкие ранения.
5 ноября 2014 года на Храмовой горе перед мечетью Аль-Акса произошли столкновения между израильской полицией и палестинцами, забрасывавших полицейских камнями и петардами. Согласно израильским источникам, «камни летели также в туристов и местных жителей». Согласно палестинским источникам, в результате столкновений пострадало не менее 20 палестинцев. Очевидно, поводом для беспорядков стала молитва десятков еврейских активистов у Стены плача, отметивших таким образом неделю со дня покушения на Иегуду Глика
15 апреля 2022 года десятки палестинцев прошли маршем возле Западной стены и напали на полицейских, бросая в них камни. Некоторые палестинцы забаррикадировались внутри мечети Аль-Акса, где и были задержаны. В результате столкновения более 150 палестинцев получили ранения и 400 арестованы. Также были ранены трое израильских полицейских.

## Ограничения доступа
В 2007 году, после прихода к власти в Секторе Газа движения ХАМАС, израильские власти запретили въезд жителям анклава на территорию Западного берега реки Иордан. Исключения делались для тех жителей Газы, кому необходимо срочное лечение или имеющих гуманитарные цели (в том числе сопровождение больных), а также христианам для посещения святынь в Вифлееме. В начале октября 1500 жителей Газы получили специальные разрешения на посещение аль-Аксы в связи с проведением мусульманского праздника Курбан-байрам (Ид аль-Адха).
В конце февраля 2014 года израильские власти разрешили вход в мечеть для совершения пятничной молитвы только мужчинам старше 50 лет, что вызвало крайнее недовольство в ПНА и Иордании. Данный запрет должен был сократить число столкновений между палестинской молодёжью и израильскими право-радикальными группировками, пытавшимися прорваться на Храмовую гору и «водрузить над мечетью израильский флаг».
В середине октября израильская полиция запретила вход в мечеть мужчинам-мусульманам моложе 50 лет и женщинам всех возрастов. За несколько дней до запрета министерство туризма Израиля расширило доступ на Храмовую гору еврейским прихожанам. Палестинская сторона обвинила Израиль в одностороннем пересмотре статуса священной территории.
В связи с беспорядками израильская полиция периодически ограничивала доступ на Храмовую гору мусульманам — младше 50 лет, или только мужчинам младше 50 лет, и прекращала доступ — евреям и иностранным туристам.
30 октября 2014, впервые после окончания Шестидневной войны (1967), власти Израиля распорядились временно прекратить доступ для мусульман и евреев к мечети Аль-Акса для предотвращению возможных беспорядков. Причиной к такому шагу послужило покушение на жизнь активиста «праворадикального еврейского движения», Иегуды Глика, выступавшего за восстановление права евреев молиться на Храмовой горе. В тот же день, когда израильские власти пообещали открыть Храмовую гору для совершения пятничной молитвы, Иегуда Глик был тяжело ранен несколькими пулями в грудь и живот. 30 октября после проведённых операций его состояние стабилизировалось, но угроза для жизни сохранялась. Тем временем беспорядки в Иерусалиме продолжались. Представитель главы ПНА Махмуда Аббаса «назвал закрытие Храмовой горы „объявлением войны“ со стороны Израиля». В свою очередь, премьер-министр Израиля заявил, что
«Мы стоим перед лицом волны провокаций со стороны радикальных исламистов, а также председателя Палестинской автономии, который заявил, что евреям следует навеки запретить доступ на Храмовую гору», и сообщил, что для поддержания порядка в Иерусалиме будут увеличены силовые структуры.

## Галерея

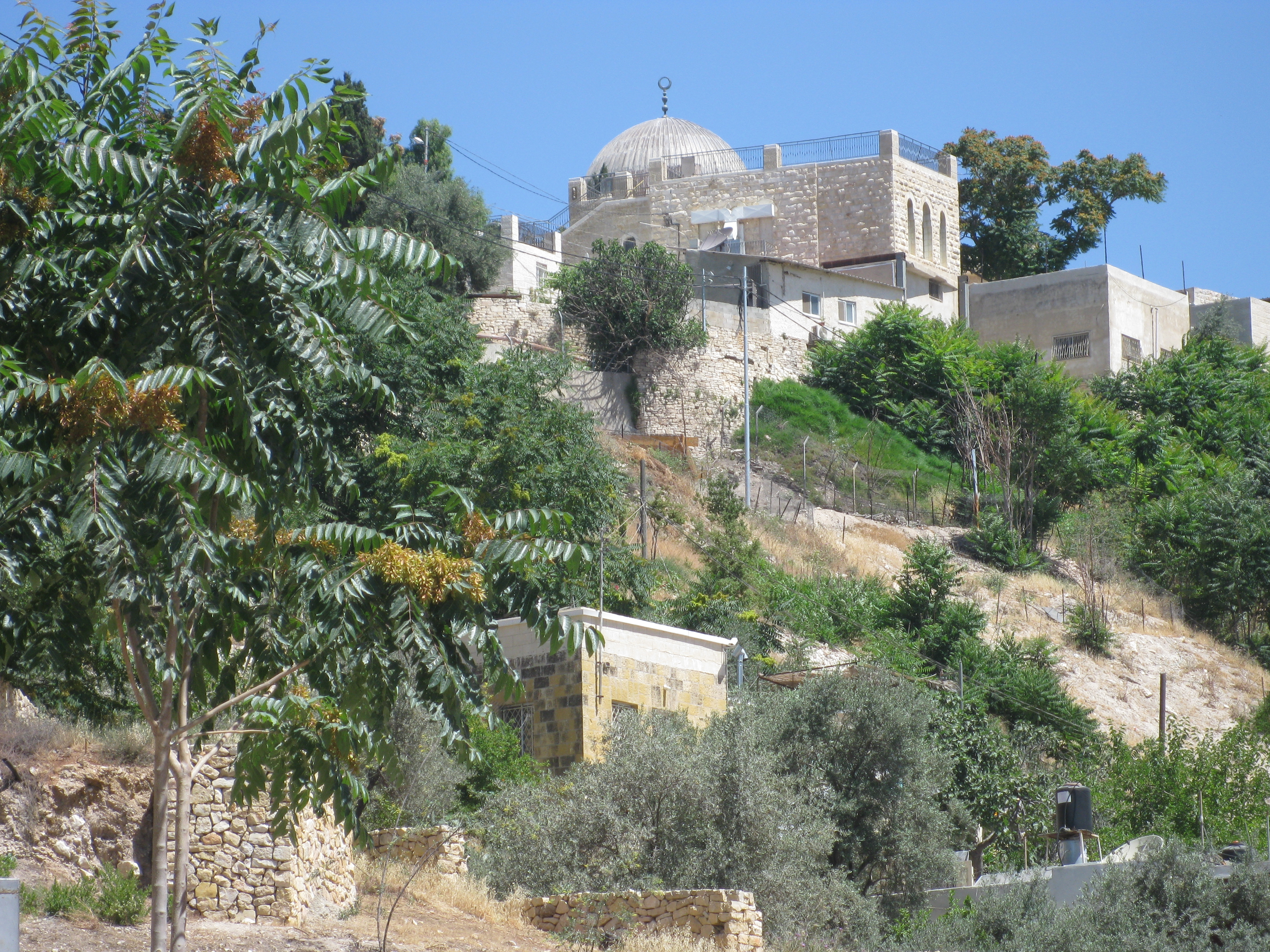
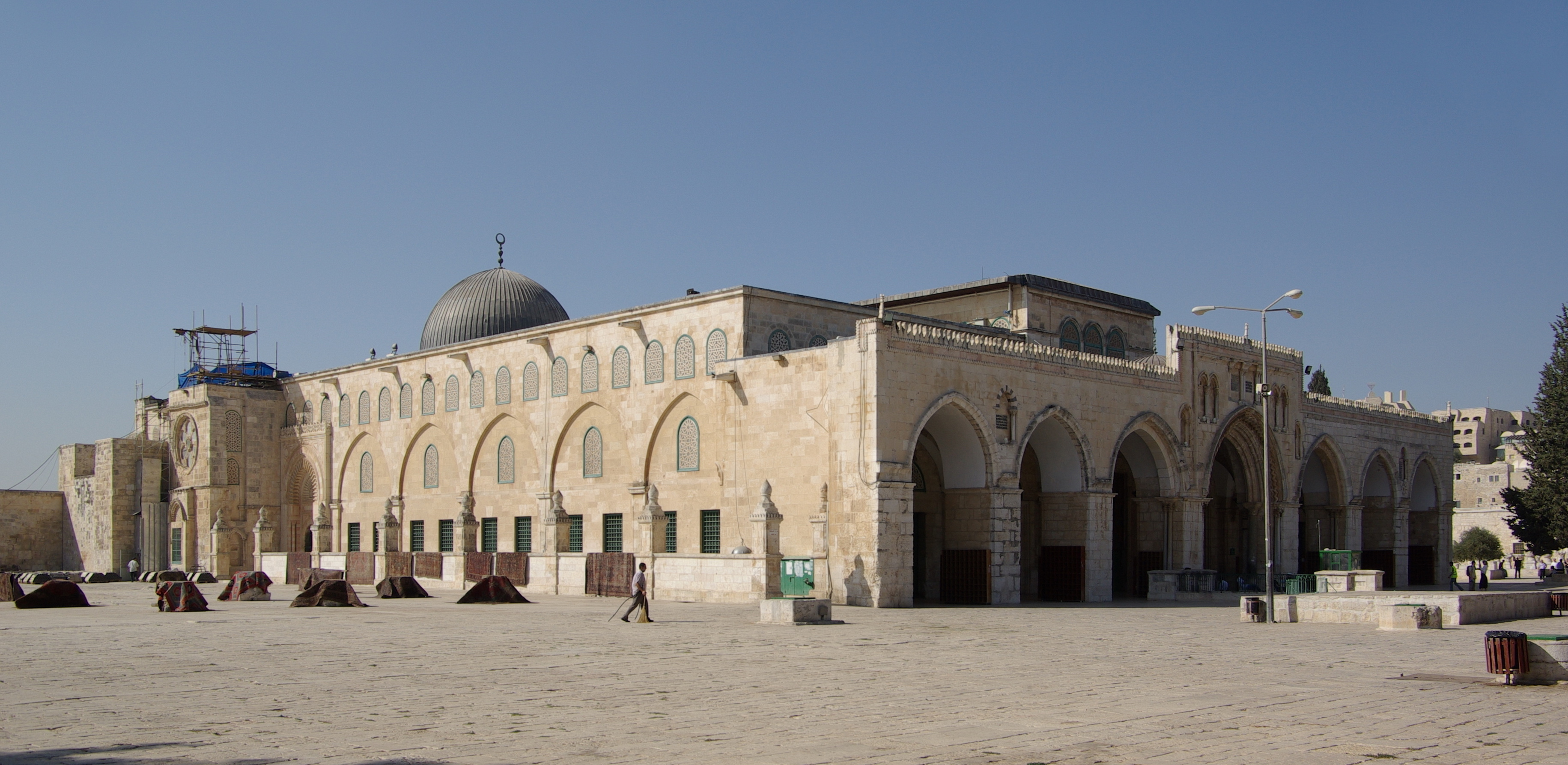
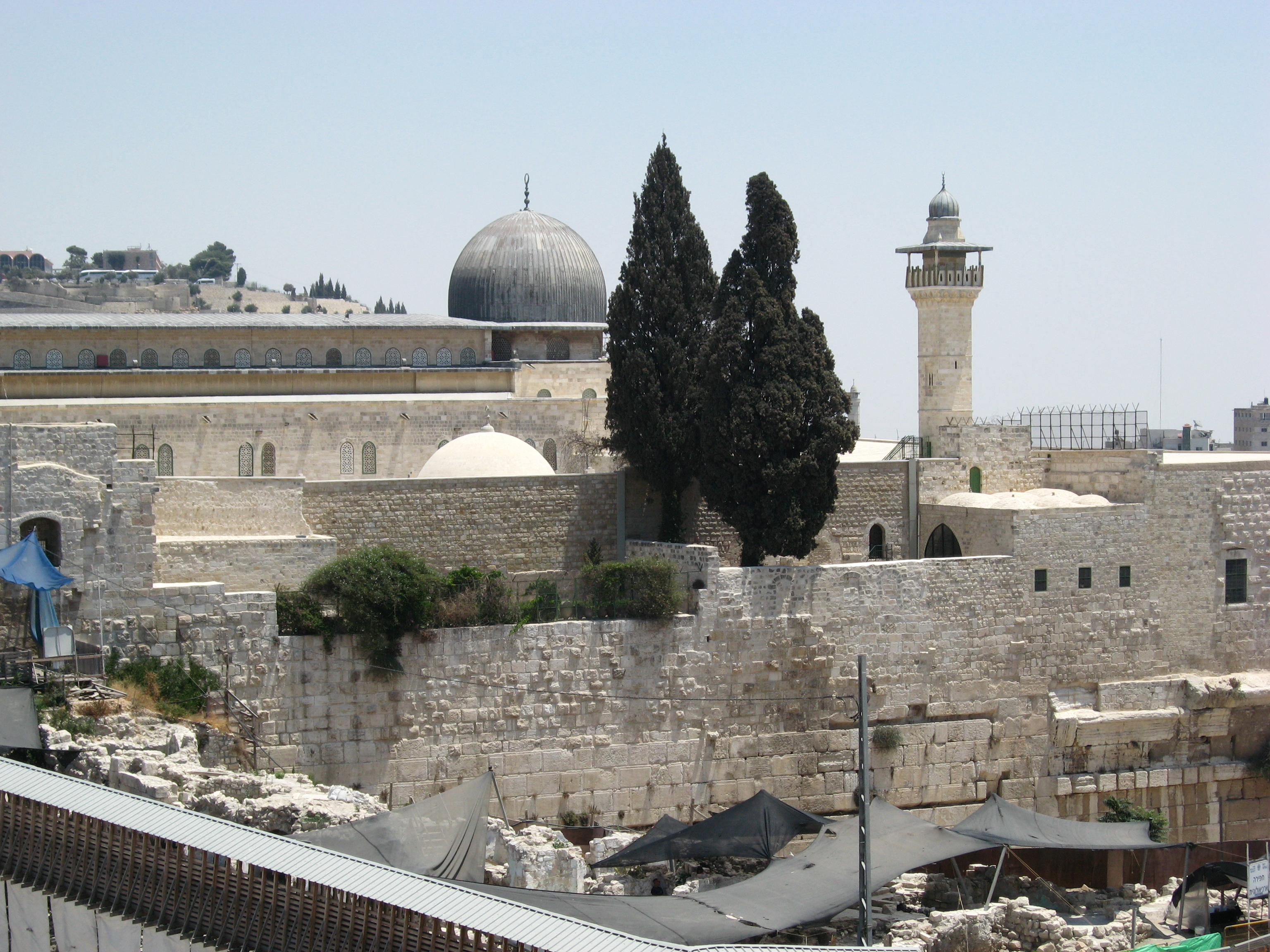
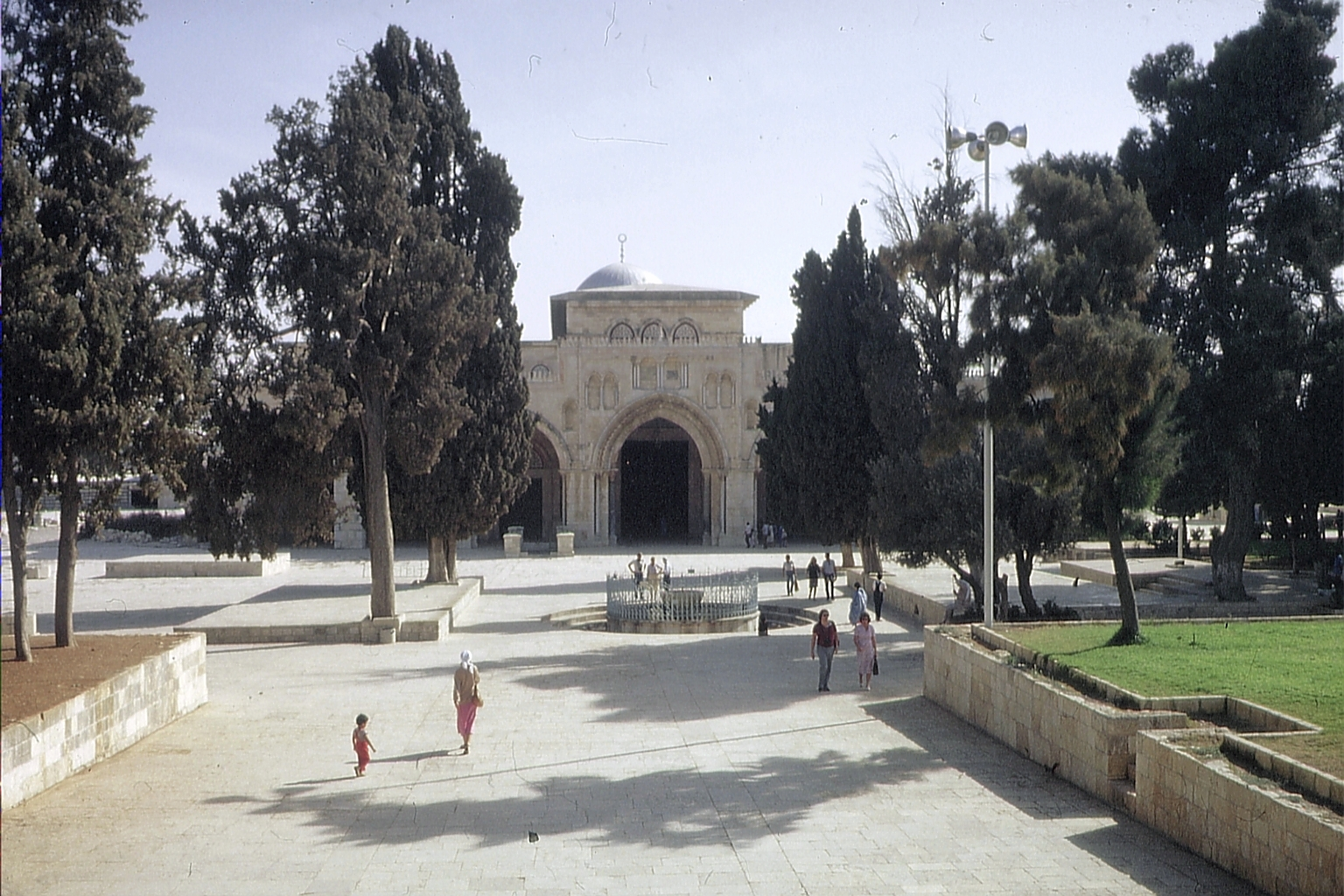
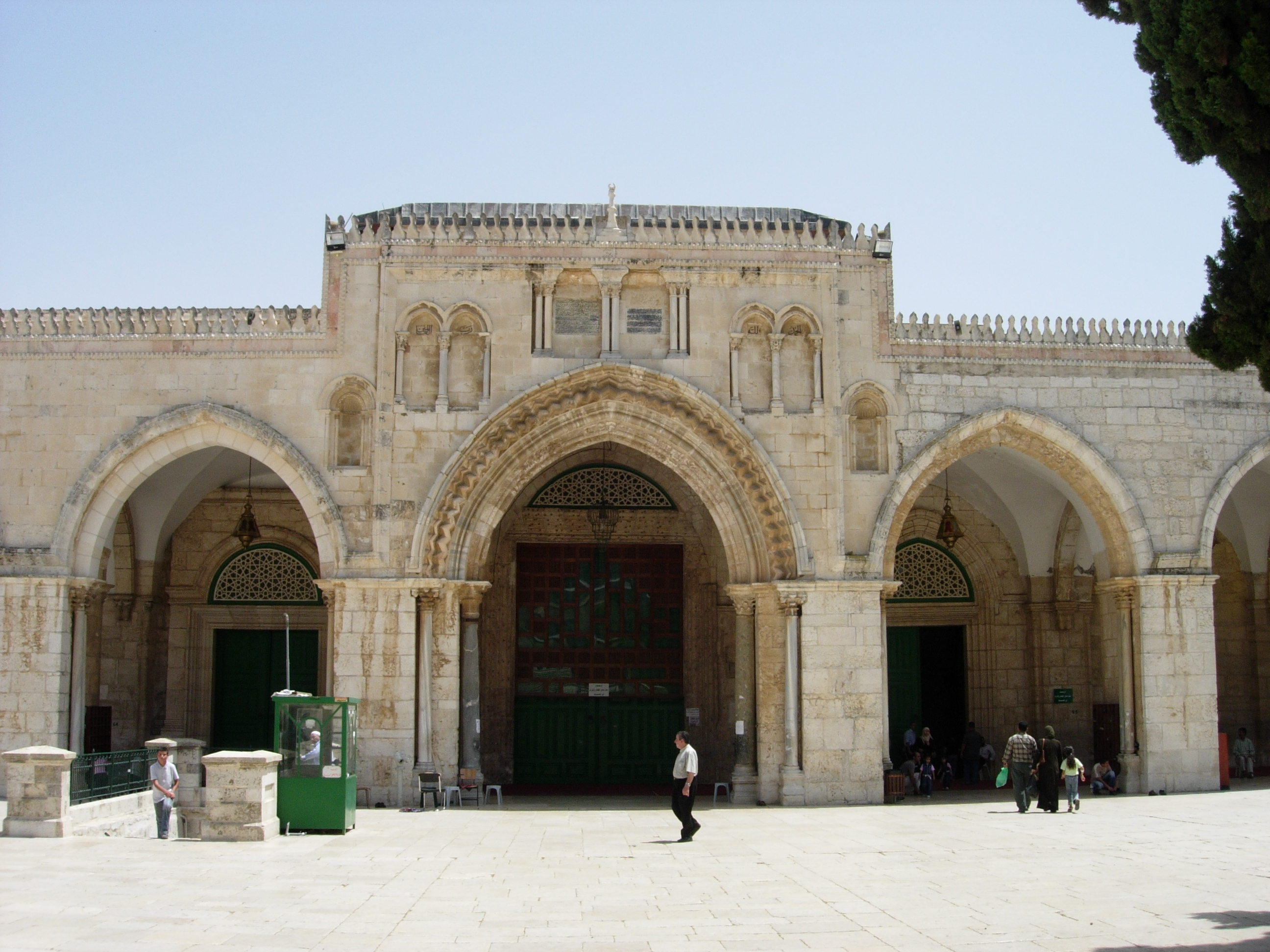
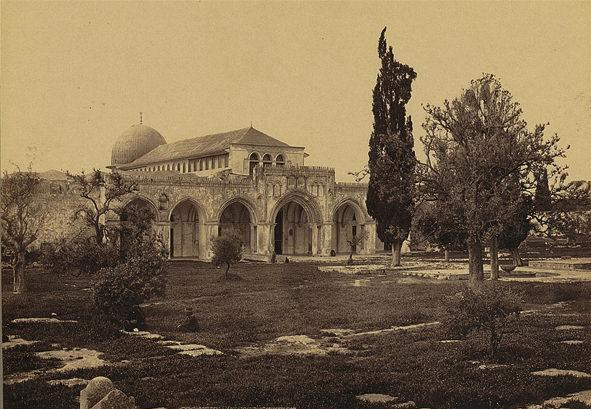
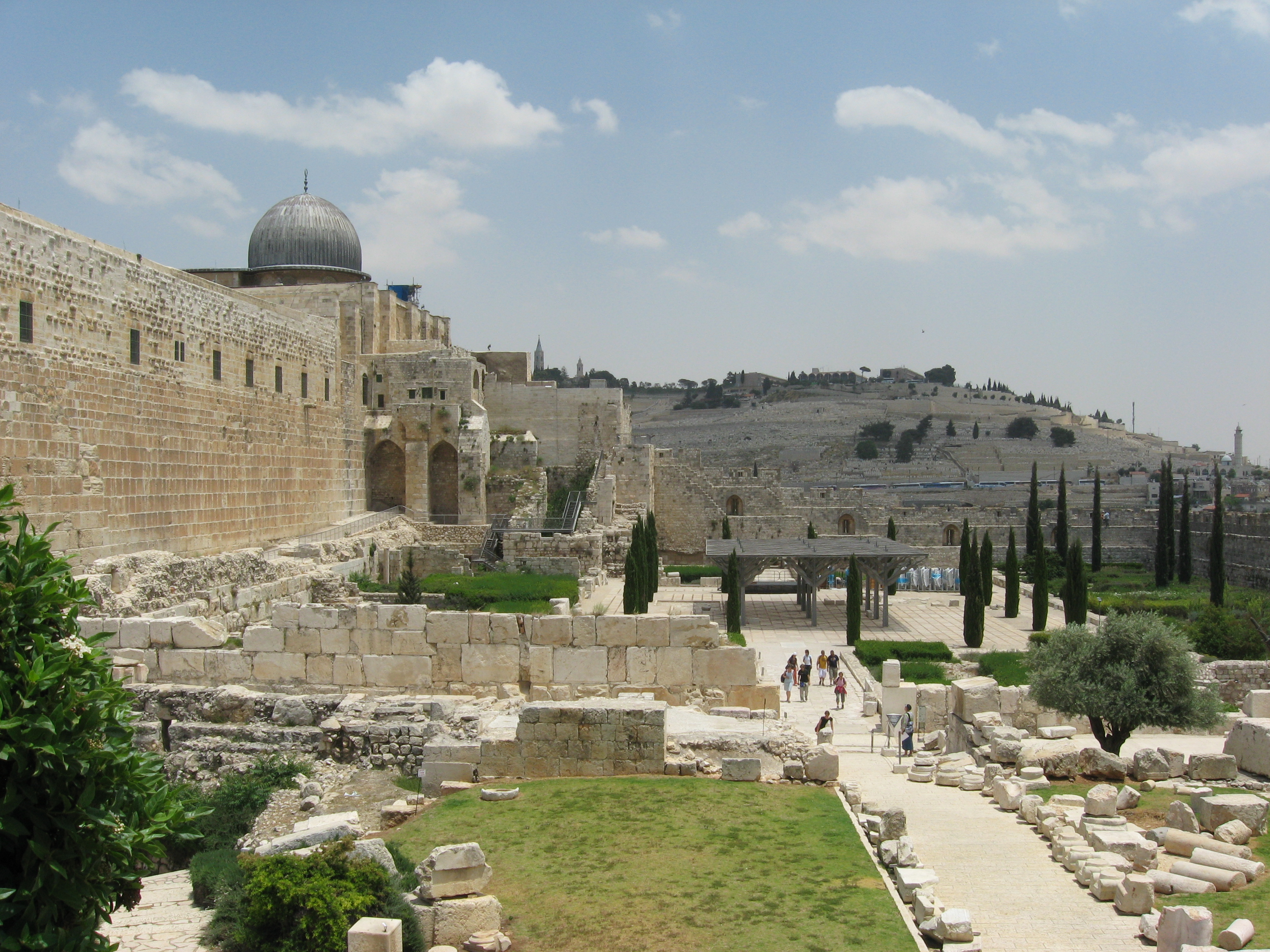
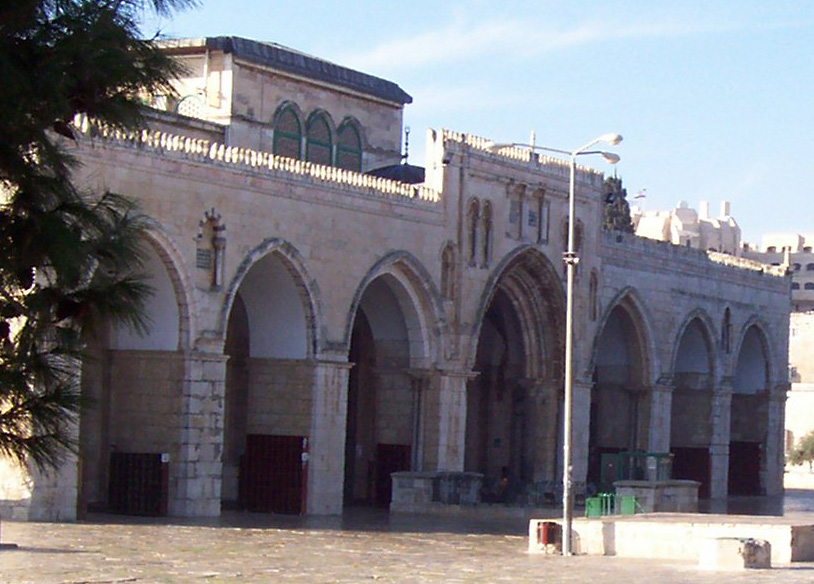
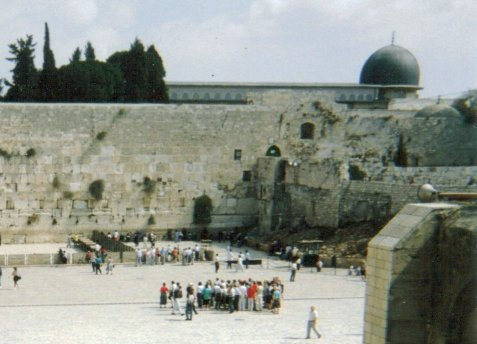
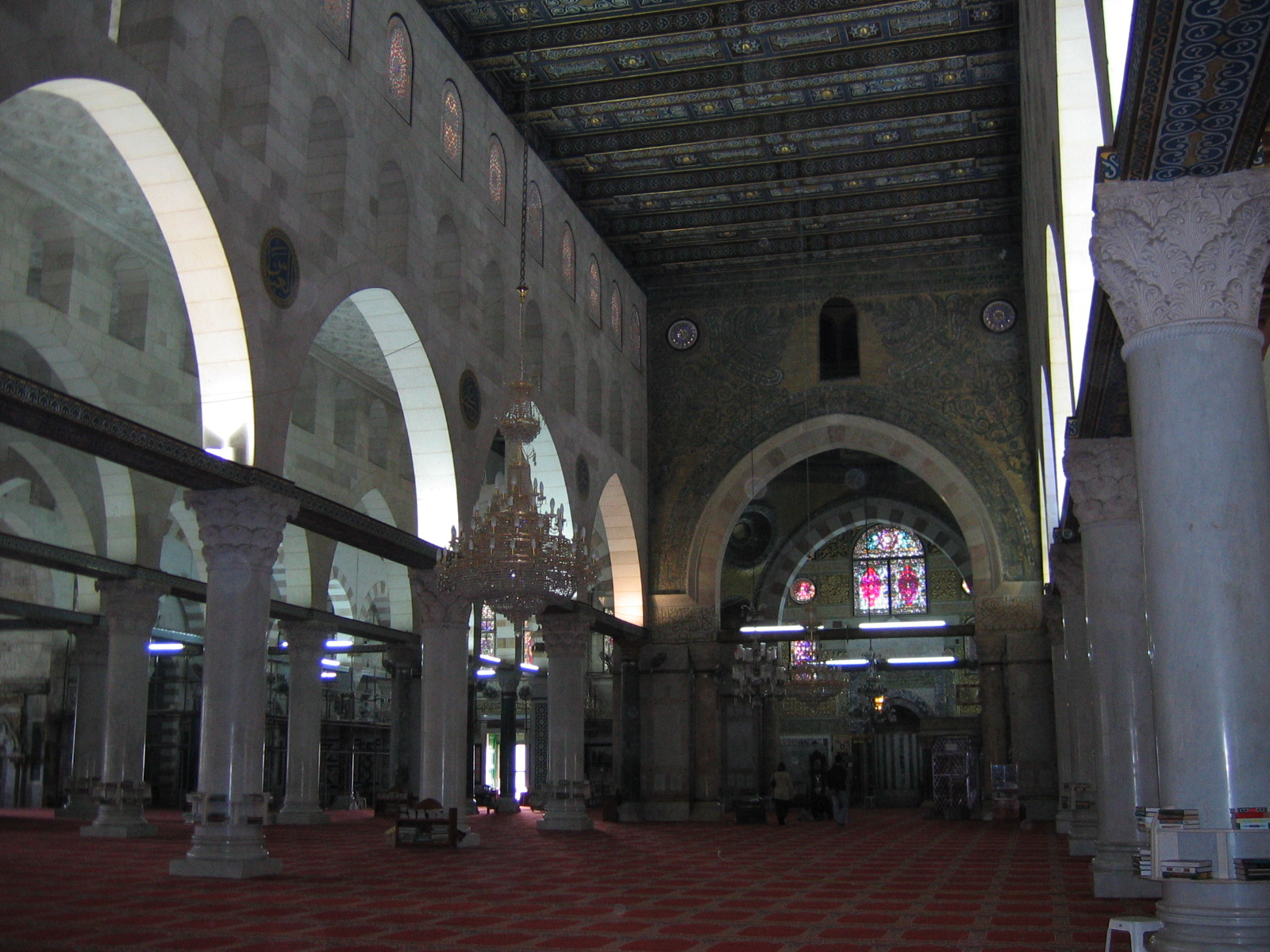
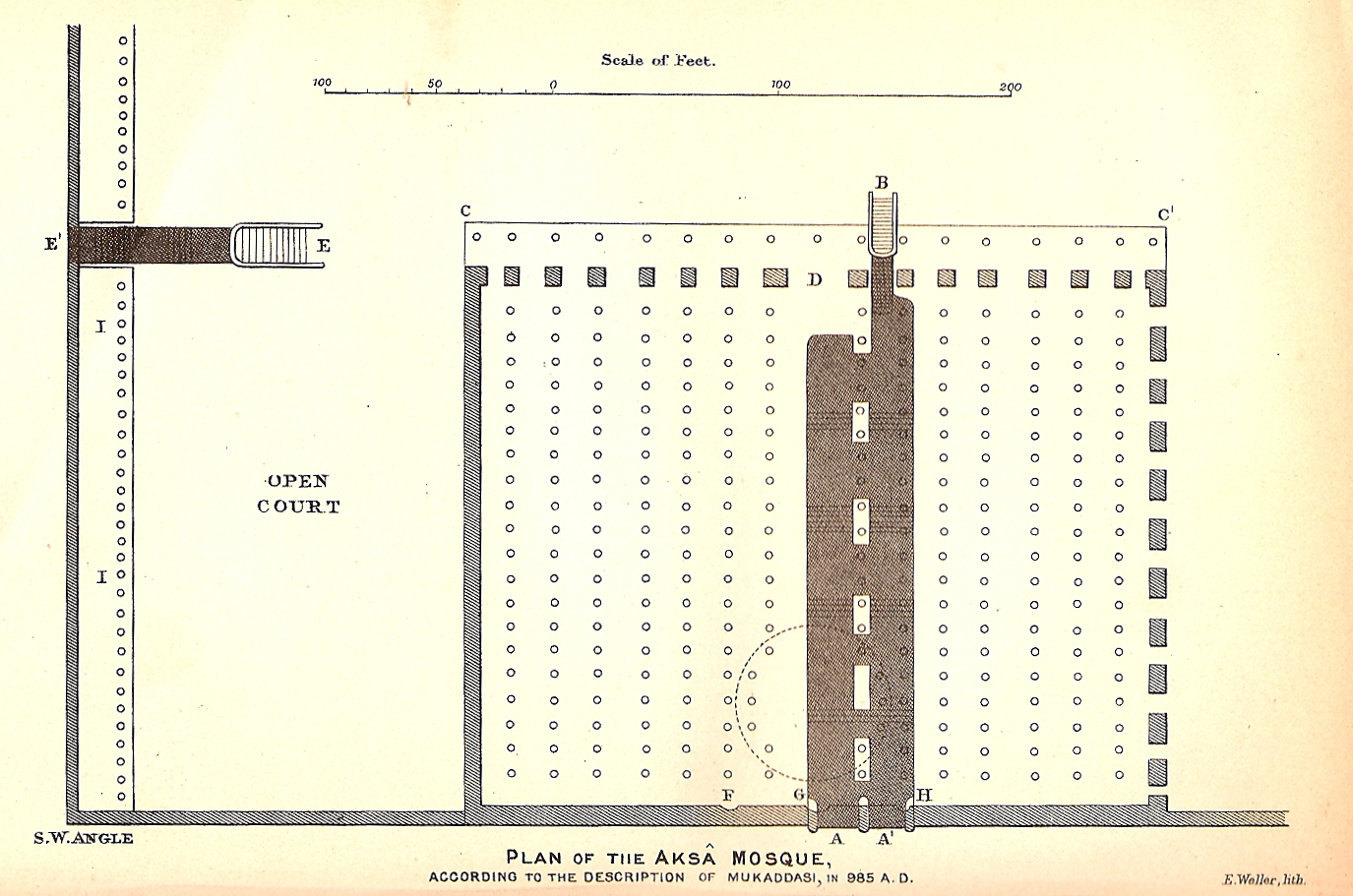
План сверху (985 год)
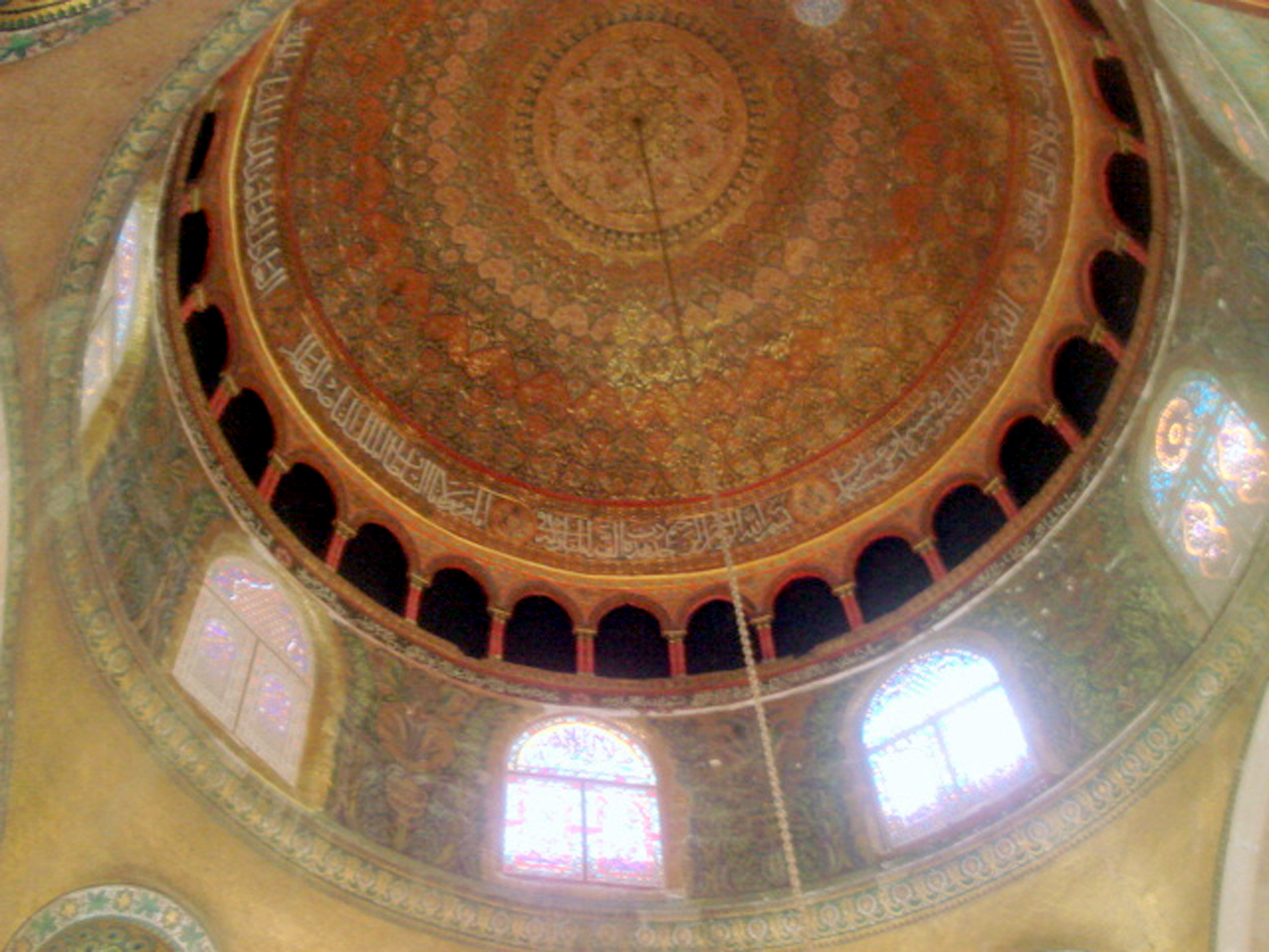
Купол мечети аль-Акса
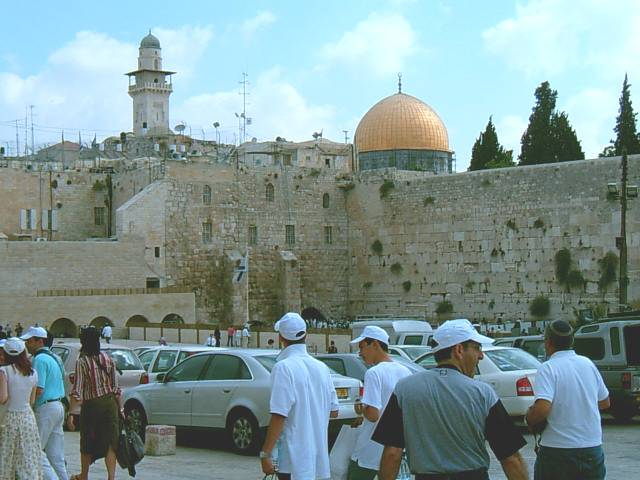
Аль-Акса и золотой купол Куббат ас-Сахра
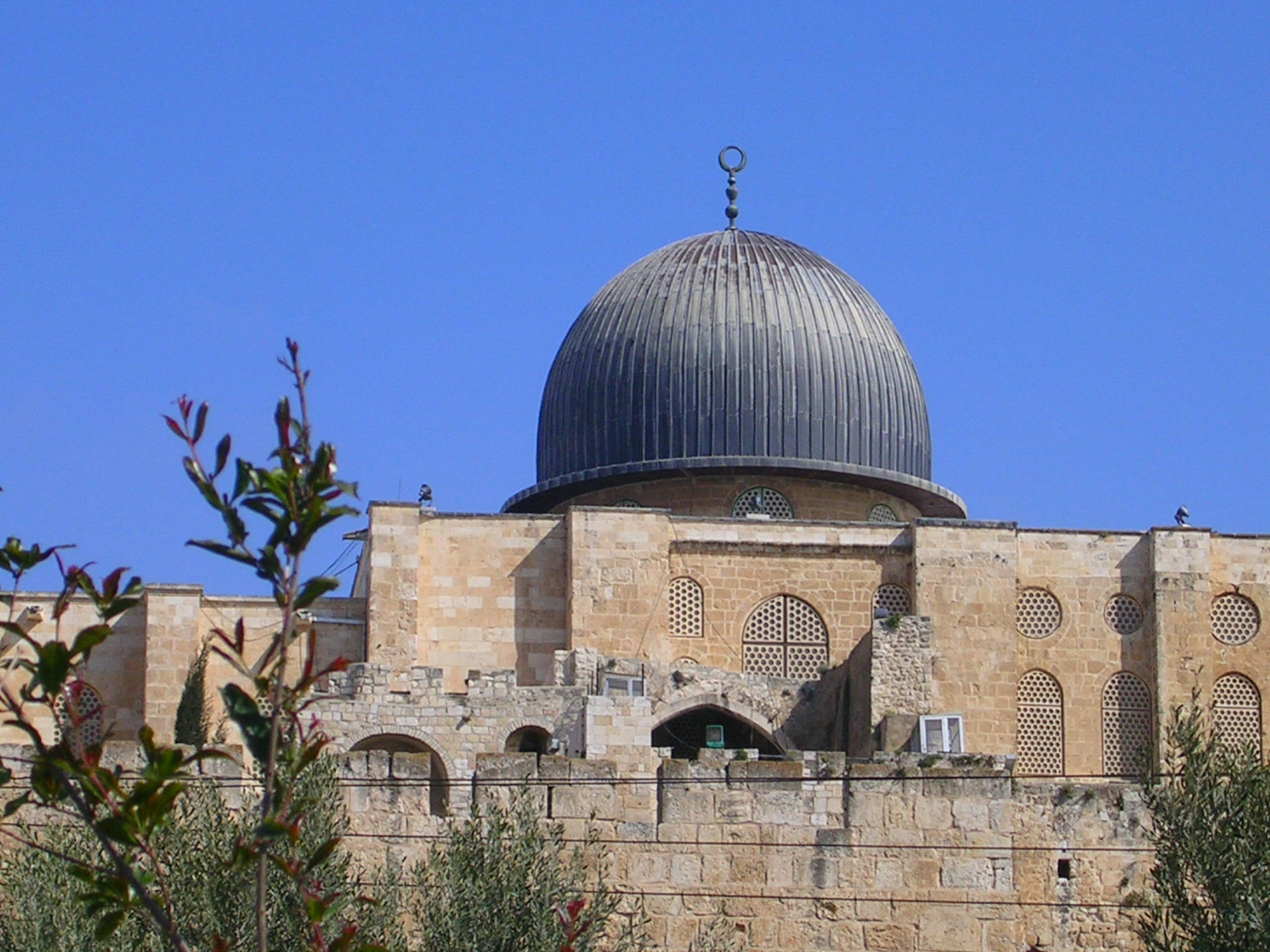
Свинцовый купол Аль-Акса

### Комментарии
1. ↑  Территория восточной части Иерусалима контролируется Израилем в результате аннексии, которая не признана большинством стран международного сообщества. Статус восточной части Иерусалима является одной из проблем израильско-палестинского конфликта. См. статьи Политический статус Иерусалима и Восточный Иерусалим.
 В перечень Объектов всемирного наследия ЮНЕСКО Старый город внесён без указания Израиля или палестинского государства, как государственного представителя, в отдельный раздел «Иерусалим», с пометкой об Иордании как стране, инициировавшей внесение объекта в перечень[1].